# Acalypha sabulicola
Acalypha sabulicola är en törelväxtart som beskrevs av Townshend Stith Brandegee. Acalypha sabulicola ingår i släktet akalyfor, och familjen törelväxter. Inga underarter finns listade i Catalogue of Life.